# スポーン (映画)
『スポーン』（Spawn）は1997年のアメリカ合衆国のスーパーヒーロー映画。アメリカの人気コミックを原作としたホラーアクション映画である。
1997年、第30回シッチェス・カタロニア国際映画祭で最優秀特殊効果賞を受賞。

## キャスト
アル・シモンズ / スポーン
演 - マイケル・ジェイ・ホワイト、日本語吹替 - 大塚明夫
主人公。アフリカ系アメリカ人。優秀な破壊工作員だったがウィンの裏切りにより焼き殺された。
悪魔との取引によって生きた寄生コスチューム「ネクロプラズミック・アーマー」に身を包んだ地獄の尖兵スポーンとして現世に帰還。
クラウン / ヴァイオレーター
演 - ジョン・レグイザモ、日本語吹替 - 富田耕生
魔王マレボルギア配下の地獄の悪鬼。赤い複眼と牙だらけの大口、身の丈4mを超える生きた破壊兵器。
クラウンとして人間の姿をしているときには、顔に道化師のメイクを施した不潔な肥満体（身長140cm、体重140kg）として現れる。かなり下品な性格。
スポーンの指導役を任じられたが、スポーンに嫉妬し、彼を窮地に追い詰める。
ジェイソン・ウィン
演 - マーティン・シーン、日本語吹替 - 小川真司
権力欲に取り付かれた秘密諜報部のボス。アルやテリーの上司。世界征服の陰謀を巡らす。
ワンダ・ブレイク
演 - テレサ・ランドル、日本語吹替 - 速見圭
アルの生前の婚約者。
コグリオストロ
演 - ニコル・ウィリアムソン、日本語吹替 - 阪脩
アルを見守り助言を与える謎の男。
テリー・フィッツジェラルド
演 - D・B・スウィーニー、日本語吹替 - 小杉十郎太
アルの元同僚で親友。アルが死亡した後にワンダと結婚。娘サイアンをもうける。
ジェシカ・プリースト
演 - メリンダ・クラーク、日本語吹替 - 沢海陽子
ウィンの部下の女暗殺者。諜報部のナンバーツーだったが、トップだったアルを激しく憎悪する。潜入工作中のアルを待ち伏せし、可燃性ゲルを全身に浴びせたあげく放火し焼き殺した。原作のコミックに登場したチャペルの代わりに登場した映画オリジナルのキャラクターだが、後に原作のコミックでも登場している。
ザック・ウェッブ
演 - ミコ・ヒューズ、日本語吹替 - 亀井芳子
くず拾いで生計を立てる街の浮浪児。
グレン・ウェッブ
演 - マイケル・パパジョン、日本語吹替 - 安井邦彦
ザックの父親で街の浮浪者。
チャン
演 - シドニー・ボードワン
マレボルギア
声 - フランク・ウェルカー、日本語吹替 - 斎藤志郎
地獄の支配者。アルをスポーンとして蘇らせる。